# اسب بنکر
اسب بنکر یک نژاد از اسب وحشی (Equus ferus caballus) است که در جزیره سدی واقع در کارولینای شمالی زندگی می‌کند. این گونه اسب کوچک است و قوی و مطیع بودن خلق و خوی آن است. از تبار اسب‌های رام شده اسپانیایی است و احتمالاً در قرن ۱۶ میلادی به آمریکا آورده شده است. اجداد این گونه اسب ممکن است اسبهای ترکیب شده با نژادهای دیگر و زنده مانده پس از غرق شدن کشتی‌ها یا رها شده درجزایر توسط لوکاس وزکویز د یالیون یا سر ریچارد گرنویلل در یکی از سفرهای اکتشافی باشد. جمعیتهای از این گونه اسب در وکراکوک، کارولینای شمالی، حاشیه‌های شکلفورد، کررتک و در پناهگاهای مصب راشل کارسون یافت شده است.